# Trischalis absconditana
Trischalis absconditana är en fjärilsart som beskrevs av Walker 1863. Trischalis absconditana ingår i släktet Trischalis och familjen björnspinnare. Inga underarter finns listade i Catalogue of Life.